# パールカラーにゆれて
「パールカラーにゆれて」は、1976年9月にリリースされた山口百恵の14枚目のシングルである。発売元はCBSソニー。前作「横須賀ストーリー」に次いで3作目となるオリコン1位を獲得した。また、自身初のオリコン初登場1位を記録した。

## 概要
詞の中に ″パールカラー″ という色を入れる案はプロデューサーの酒井政利によるもの。イントロで流れるマリンバとシンセサイザーのメロディーがチャイニーズ風であり、全体的にエキゾチックな雰囲気の漂う楽曲になっている。
作曲者は、同時期の大ヒット曲「およげ!たいやきくん」などを手掛けた佐瀬寿一。百恵のシングル曲としては初めての採用となった。
Sowelu、原田知世らが後年にこの曲をカバーしている。

## 収録曲
| 全作詞: 千家和也、全作曲: 佐瀬寿一、全編曲: 船山基紀。 |                          |          |            |      |
| #                                                      | タイトル                 | 作詞     | 作曲・編曲 | 時間 |
| 1.                                                     | 「パールカラーにゆれて」 | 千家和也 | 佐瀬寿一   | 3:05 |
| 2.                                                     | 「雨に願いを」           | 千家和也 | 佐瀬寿一   | 3:16 |
| 合計時間:                                              | 合計時間:                | 6:21     |            |      |

## 品番
- 1976年9月21日 - EP: 06SH 62（シングル）

## 関連シングル
- 1978年4月21日 - EP: 06SH 301（「GOLDEN SINGLE」 片面: 横須賀ストーリー）
- 1989年3月21日 - 8cmCD: 10EH 3179（「Platinum Single SERIES」 C/W: 横須賀ストーリー）
- 2004年6月23日 - 8cmCD: MHCL 10030（オリジナル・カラオケ、「パールカラーにゆれて」 初回紙ジャケ仕様盤）

## 関連作品
- パールカラーにゆれて
  - パールカラーにゆれて
  - 33 SINGLES MOMOE
  - 百恵復活
  - 百惠辞典
  - ベスト・セレクション Vol.1
  - GOLDEN☆BEST 山口百恵 PLAYBACK MOMOE part2
  - MOMOE PREMIUM
  - 山口百恵ベスト・コレクション VOL.1
  - Complete MOMOE PREMIUM
  - コンプリート百恵伝説
  - GOLDEN☆BEST 山口百恵 コンプリート・シングルコレクション

- パールカラーにゆれて （ライブ音源）
  - MOMOE ON STAGE
  - MOMOE LIVE PREMIUM
    - 『MOMOE IN KOMA』にはボーナストラックとして追加収録されている

- 雨に願いを
  - パールカラーにゆれて
  - 百惠辞典
  - MOMOE PREMIUM
  - Complete MOMOE PREMIUM

## カバー
- 1990年、仁藤優子（シングル）
- 2004年、Sowelu（トリビュート・アルバム『山口百恵トリビュート Thank You For…』）
- 2005年、原田知世（トリビュート・アルバム『山口百恵トリビュート Thank You For…part2』）

## 参考資料
- 川瀬泰雄『プレイバック 制作ディレクター回想記』学研マーケティング、2011年2月。ISBN 978-4054047259。